# Rasputin (utwór)
„Rasputin” (autorzy: Frank Farian, Fred Jay, George Reyam) – piosenka w stylu disco zespołu Boney M. wydana w 1978 na singlu i na trzecim albumie grupy pt. Nightflight to Venus. Piosenka przywołuje postać Grigorija Rasputina, zaufanego rodziny cara Mikołaja II.
W warstwie muzycznej „Rasputin” czerpie z folkloru rosyjskiego oraz tureckiego.
W Polsce w okresie PRL piosenka była zakazana jako godząca w ZSRR. W 1979 roku, gdy na festiwalu w Sopocie wykonała ją grupa Boney M, transmisja telewizyjna została nadana z jednodniowym poślizgiem, a samą piosenkę wycięto.

## Wersja Turisas
24 września 2007 roku grupa Turisas wydała singiel z coverem utworu Boney M. Był to drugi singiel grupy wydany przez Century Media Records. Utwór pojawił się również w wersji limitowanej albumu The Varangian Way wydanego 3 października 2007 roku, wydaniu DVD A Finnish Summer With Turisas oraz jako jeden z utworów bonusowych wersji albumu Stand Up and Fight wydanej na rynku japońskim.

## Lista utworów
Wersja podstawowa:
1. „Rasputin” – 3:56
2. „Battle Metal” – 4:23

Wersja winylowa:
Limitowana wersja wydana na płycie gramofonowej 7".
1. „Rasputin”
2. „The Court of Jarisleif”

Wersja iTunes:
1. „Rasputin” – 3:53
2. „Rasputin (Heavy Demo Version)” – 3:53
3. „Rasputin (Instrumental)” – 3:51